# Brian Deegan
Brian Deegan (ur. 9 maja 1975 w Omaha) – amerykański zawodnik Freestyle Motocrossu.

## Motosport

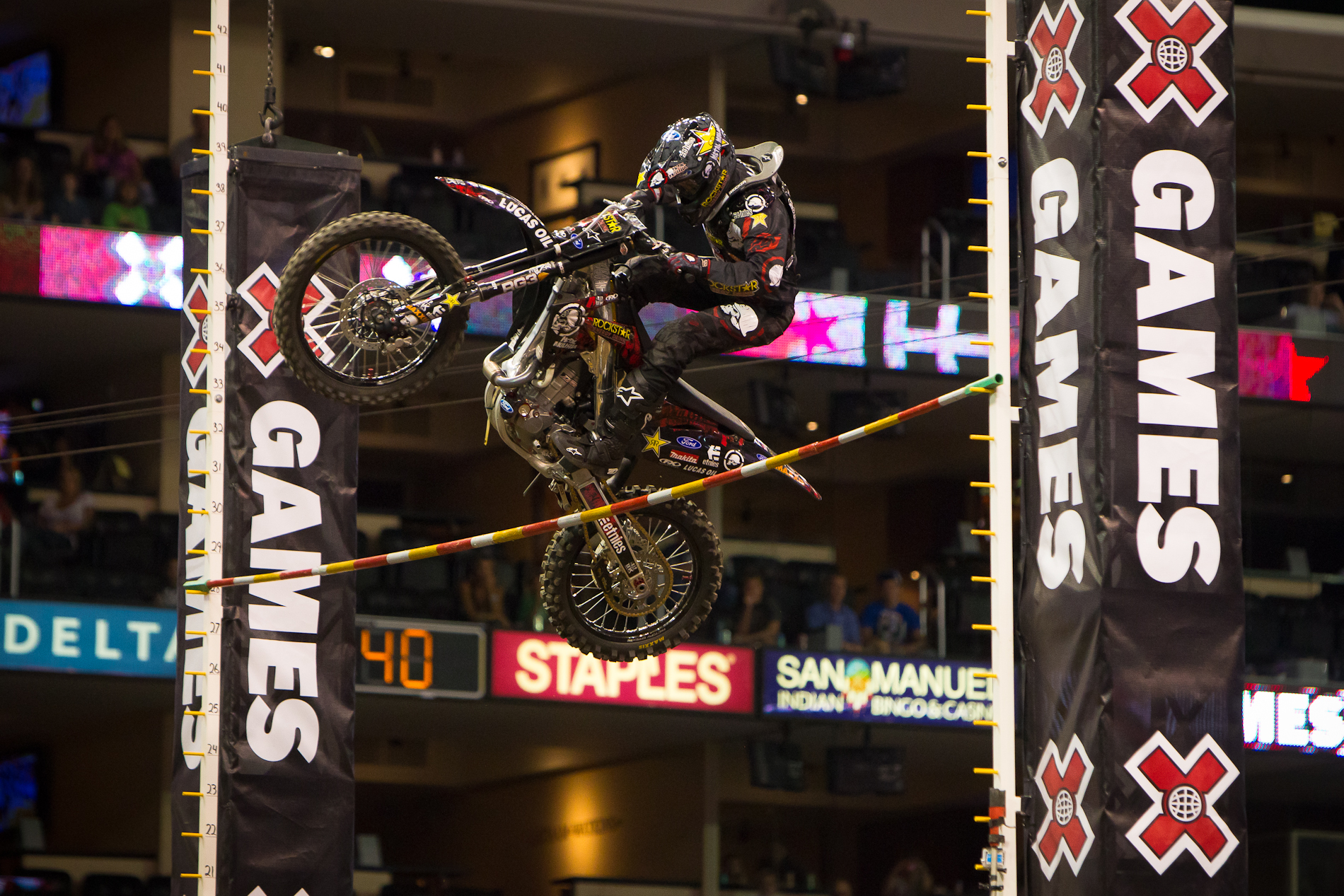
Brian Deegan podczas X-Games XVII

Deegan opuścił swoje rodzinne miasto w wieku 17 lat, by rozpocząć karierę w motocrossie. W 1997 roku wygrał zawody w LA Coliseum w kategorii 125 ccm. W 1999 został mistrzem świata w motocrossowym freestylu oraz zdobył srebrny medal w Gravity Game. W kolejnym roku powrócił na Gravity Games zdobywając złoty medal. Wygrał także zawody Air MX Champ oraz Bluetorch Ride and Slide FMX. W 2001 roku zdobył srebrny medal w Moto x Big Air. Rok później wywalczył złoty medal w zimowych X-Games. W 2003 ponownie zdobył złoto na tej imprezie, tym razem jednak podczas letnich edycji.
W 2004 roku podczas zimowych X-Games miał wypadek, gdy próbował wykonać obrót o 360 stopni. Złamał wtedy obydwa nadgarstki i kość udową. Powrócił do rywalizacji sześć miesięcy później, podczas letnich zawodów, gdzie wywalczył czwarte miejsce. W tym samym roku wykonał, jako pierwszy, obrót o 360 stopni (Mulisha Twist) i wylądował po tym na ziemi.
Rok później doznał poważnych obrażeń podczas wykonywania back flipa dla programu Viva La Bam stacji MTV. Deegan uszkodził brzuch o kierownicę, w wyniku czego stracił nerkę, miał poszarpaną śledzionę i stracił sporą ilość krwi. Mimo obrażeń zagrażających życiu szybko wrócił do zdrowia i już podczas zimowych X-Games w 2005 roku zdobył złoty medal. Do dziś ma bliznę obejmującą prawie całą długość brzucha, którą sam kierowca nazywa „zamkiem błyskawicznym”. Scenę wypadku wycięto z programu, a gdy był on emitowany w telewizji, został zadedykowany Deeganowi.
W 2009 roku Amerykanin zadebiutował w Lucas Oil Off Road Racing Series w klasie Unlimited Lites division. Wywalczył on mistrzostwo w swojej kategorii, oraz został debiutantem roku.
Rok później wziął udział w X-Games XVI w dyscyplinach Rally Car Racing oraz Rally Car Super Rally. Podczas zawodów wywalczył dwa srebrne medale przegrywając z Tannerem Foustem.
W 2011 roku zadebiutował w Global RallyCross podczas kończącej sezon rundy na Pikes Peak International Raceway. Podczas pierwszego dnia rywalizacji był trzeci, natomiast drugiego siódmy. Zdobył on 26 punktów i zajął trzynaste miejsce w klasyfikacji generalnej, co dało mu awans na X-Games XVII. Podczas zawodów w centrum Las Vegas awansował do finału, który wygrał zdobywając złoty medal.
Wystartował także w zawodach serii Traxxas TORC Series na torze Crandon International Off-Road Raceway, które ukończył na pierwszym miejscu.
W 2012 zadebiutował w Metal Mulisha Monster truck, gdzie starował samochodem Todda LeDuca w Phoenix, Arizonie i podczas Chase Field. Zamierzał także wystartować w Monster Jam World Finals 13, ale miał wypadek podczas treningu i w zawodach zastąpił go Todd LeDuc.
Kontynuował także starty w GRC. Pierwsza runda sezonu nie była udana, gdyż już w półfinale Deegan musiał się wycofać z zawodów z powodu awarii samochodu i został ostatecznie sklasyfikowany na 16 pozycji. Kolejne trzy rundy ukończył jednak na trzecim miejscu, w tym wchodzące w skład X-Games zawody w Las Vegas. W ostatnich dwóch rundach był drugi przegrywając w nich z Tannerem Foustem, który sięgnął po mistrzowski tytuł pokonując przewagą 10 punktów Deegana.
Sezon 2013 Deegan rozpoczął od piątej pozycji w Brazylii. Podczas podwójnej rundy w Niemczech był siódmy oraz dziewiąty. Zawody na New Hampshire Motor Speedway ukończył na trzeciej pozycji. Wynik ten powtórzył w Bristol. Podczas X-Games był siódmy, a zawody w Atlancie ukończył na szóstej pozycji. Na Charlotte Motor Speedway był drugi. Kończące sezon zawody w Las Vegas ukończył na trzynastej pozycji. W ciągu sezonu zebrał 108 punktów, co dało mu czwarte miejsce w klasyfikacji generalnej.